# Запис Василића вишња (Трнава)
Запис Василића вишња (Трнава) се налази на парцели чији је власник Василић Добривоје.

## Локација
| Општина             | Чачак                                                                       |
| Катастарска општина | Трнава                                                                      |
| Потес               | Требежа                                                                     |
| Координате          | 43° 51′ 42″ С; 20° 23′ 49″ И / 43.861699999999999° С; 20.396999999999998° И |
| Надморска висина    | 237m                                                                        |

## Карактеристике
Дендрометријске вредности утврђене на терену и сателитским снимцима:
| Стабло                     | Вишња |
| Висина стабла              | m     |
| Обим дебла                 | m     |
| Пречник крошње             | 3m    |
| Пречник дебла              | m     |
| Висина дебла до прве гране | m     |

## База записа
Запис је у оквиру Викимедија пројекта "Запис - Свето дрво" заведен под редним бројем 0608.